# ویدئو کلیپ

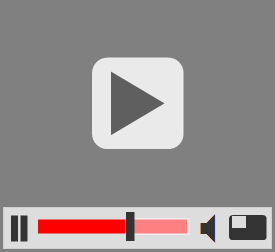
تصویری نمادین که مثلاً برای پیوند به محتوای یک ویدئو در یک وبگاه است.

نوانما، بریده‌فیلم یا ویدئوکلیپ یا کلیپ (به انگلیسی: Video Clip)، بریده‌های کوتاه ویدئو است که گاه بخشی از قطعهٔ طولانی‌تری هستند. همچنین به طور تقریبی می‌توان آن را به هر ویدئویی که کوتاه‌تر از برنامه‌های تلویزیونی معمولی باشد، اطلاق کرد.

## روی اینترنت
با گسترش دسترسی جهانی به اینترنت، نوانماها در شکل آنلاین، خیلی مردم‌پسند شده‌اند. در سال‌های اخیر وبگاه‌های مختلفی مثل آپارات به طور ویژه نوانمای رایگان در اینترنت قرار می‌دهند.
اگرچه برخی ویدئوها از منابع رسانه‌ای معتبر گرفته می‌شود، اما نوانماها که تولید شدهٔ شخصی یا گروهی در حال رایج شدن هستند. برخی افراد کارهای ساخته‌شده‌شان را بر ویدئوبلاگ‌ها میزبانی می‌کنند. کاربرد ویدئوی اینترنتی به سرعت در حال رشد است.

## ارتباط نوانما با فرهنگ

### شهروند خبرنگار
اولین گزارش‌های ویدئویی شهروند خبرنگار به دوربین ویدئویی مربوط می‌شود اما رسانه‌ها برای پخش، این ویدئوها را غربال می‌کردند و هر ویدئویی را پخش نمی‌کردند تا اینکه با ظهور وبگاه‌های آپلود رایگان، که سانسور نداشتند، همه افراد توانستند به این ویدئوها دسترسی پیدا کنند.